# Tuberculum supraglenoidale

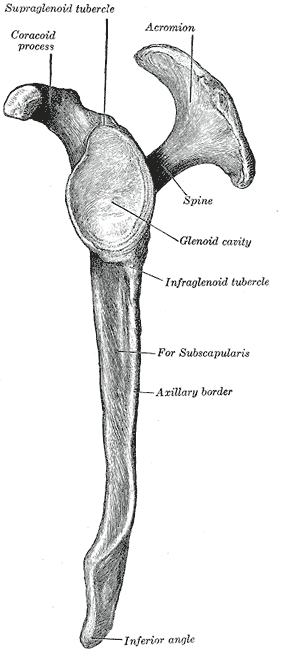
A bal lapocka lateralis nézetből (fent középen van jelölve a dudor)

A tuberculum supraglenoidale (vállízületi árok feletti gumó) egy dudor a lapockán (scapula) mely a kétfejű karizomnak (musculus biceps brachii) biztosít eredési helyet.

## Külső hivatkozások
- Képek